# Колумбия на летних Олимпийских играх 1956
Колумбия принимала участие в Летних Олимпийских играх 1956 года в Мельбурне (Австралия) в четвёртый раз за свою историю, но не завоевала ни одной медали.